# Ricky Martin
Enrique  Martin Morales (San Juan, 24 de diciembre de 1971), conocido artísticamente como Ricky Martin, es un cantante, compositor, actor y escritor puertorriqueño.
Es conocido por su versatilidad musical, con su discografía que abarca los géneros pop latino, pop, dance, reguetón y salsa. Apodado el «Rey del pop latino», el «Rey de la música latina» y el «Dios del pop latino», es considerado uno de los artistas más influyentes del mundo. Nacido en San Juan, Martin comenzó a aparecer en comerciales de televisión a los nueve años y comenzó su carrera musical a los doce, como miembro de la boy band puertorriqueña Menudo. Comenzó su carrera como solista en 1991 mientras estaba en Sony Music México, ganando reconocimiento en Latinoamérica con el lanzamiento de sus dos primeros álbumes de estudio, Ricky Martin (1991) y Me amarás (1993), ambos enfocados en baladas.
El tercer álbum de Martin, A medio vivir (1995), lo ayudó a ascender a la prominencia en los países europeos. El sencillo «María», que encabezó las listas de éxitos, incorporó una mezcla de géneros musicales latinos y se convirtió en su primer éxito internacional. Su éxito internacional se consolidó aún más con su cuarto álbum, Vuelve (1998). El álbum, que le valió a Martin su primer premio Grammy, generó las canciones «Vuelve» y «La copa de la vida». Martin interpretó este último en la 41.ª edición de los Premios Grammy, que fue recibido con una gran ovación de pie y es conocido como un cambio de juego para la música latina en todo el mundo. Su primer álbum en inglés, Ricky Martin (1999) se convirtió en su primer número uno en el Billboard 200 de Estados Unidos. El sencillo principal «Livin' la Vida Loca» encabezó tanto el Billboard Hot 100 como el UK Singles Chart. El éxito de Martin a fines de la década de 1990 generalmente se considera el comienzo de la «explosión latina». Se le atribuye haber impulsado el género de la música pop latina al reconocimiento general, allanando el camino para que una gran cantidad de artistas latinos logren el éxito mundial.
Desde entonces, Martin ha establecido su estatus como un ícono del pop y un símbolo sexual, lanzando varios álbumes exitosos, incluidos los éxitos de ventas latinos de todos los tiempos Almas del silencio (2003) y MTV Unplugged (2006), así como el ganador del Premio Grammy A quien quiera escuchar (2015). También ha acumulado muchos sencillos exitosos y éxitos en las listas de éxitos, incluidos «She Bangs», «Nobody Wants to Be Lonely», «Tal vez», «Tu Recuerdo», «La mordidita», «Vente pa'ca» y «Canción bonita». Como actor, Martin ganó popularidad y estrellato por su papel en la exitosa telenovela General Hospital (1994-1996), mientras que su interpretación de Antonio D'Amico en The Assassination of Gianni Versace: American Crime Story (2018) marcó la oportunidad actoral de su carrera, lo que le valió una nominación al Emmy. También interpretó al Ché en la reposición de Broadway del musical Evita en 2012, que rompió el récord de ventas de taquilla del teatro siete veces.
Martin es uno de los artistas de música latina con mayores ventas de todos los tiempos, habiendo vendido más de 70 millones de discos en todo el mundo. Obtuvo 11 canciones número uno de Billboard Hot Latin Songs y ganó más de 200 premios (artista latino masculino más premiado), incluidos dos premios Grammy, cinco premios Grammy Latinos, cinco MTV Video Music Awards (empatado en la mayor cantidad de victorias por un artista latino), dos American Music Awards, tres Latin American Music Awards, tres Billboard Music Awards, nueve Billboard Latin Music Awards, ocho World Music Awards, catorce Premios Lo Nuestro, un Guinness World Record y una estrella en el Paseo de la Fama de Hollywood.[cita requerida] Está clasificado entre los mejores artistas latinos de todos los tiempos, los mejores artistas de videos musicales de todos los tiempos y los artistas latinos más influyentes de todos los tiempos por Billboard. Su filantropía y activismo se centran en los derechos LGBT y la lucha contra la trata de personas; en 2004, fundó The Ricky Martin Foundation, una organización no gubernamental sin fines de lucro que se enfoca en denunciar la trata de personas y educar sobre la existencia del delito, es fanático del club de fútbol de Ecuador llamado Barcelona S. C. el cual fue invitado especial de la noche amarilla 2012.

## Vida y carrera

### 1971-1989
Hijo de Enrique Martín Negroni (psicólogo) y de Nereida Morales (contadora pública). En una entrevista con el periódico ABC, Martín describe sus lejanos orígenes como españoles asentándose sus ancestros en el Puerto Rico colonial hacia 1779 según su investigación genealógica. Parte de sus ancestros paternos fueron también oriundos de Córcega.
Inició su carrera artística a muy temprana edad como modelo infantil y en coros religiosos y obras de teatro escolares.
Entre otras cosas, hizo la publicidad de Carnation, una marca de leche infantil, cuando tenía doce años de edad.[cita requerida]
La fama le llegó cuando entró a formar parte del grupo infantil Menudo, en 1984, reemplazando a Ricky Meléndez. Después de cinco años de trabajo, giras, ensayos y grabaciones, Ricky Martin abandonó el grupo para establecerse en Nueva York y, posteriormente, en México, donde empezó su carrera teatral: "Los tenis rojos" y "Mamá ama el rock". En 1986 debutó como actor en la telenovela argentina Por siempre amigos, junto con sus compañeros de Menudo, rodeado de reconocidos actores de Argentina. La novela fue vista en gran parte de América.

### 1989-1994
En 1989, Ricky Martin se radica en la Ciudad de México para recibir el contrato para dos discográficas Sony Discos y Columbia Records para dos álbumes de estudio en solitario.
En 1991, Ricky Martin participó en la telenovela mexicana Alcanzar una estrella II (secuela de Alcanzar una estrella, de 1990), donde asumió el rol de Pablo. La producción fue nominada como «Mejor telenovela» en los Premios TVyNovelas de 1991. Junto a sus compañeros de reparto (Sasha Sökol, Angélica Rivera, Erik Rubín, Bibi Gaytán, Pedro Fernández y Marisa De Lille), Martin lanzó dos álbumes de estudio: Muñecos de papel y Alcanzar una estrella II, los cuales cosecharon gran éxito de ventas en países como México, Guatemala, El Salvador, Honduras, Nicaragua, Costa Rica, Panamá, Colombia, Ecuador, Venezuela, Perú, Bolivia y Chile. A raíz de esto, se realizó una adaptación cinematográfica del programa, una película titulada Más que alcanzar una estrella, donde Ricky Martin ingresó a la industria del cine.
Poco después, Ricky Martin el 26 de noviembre de 1991 lanzó al mercado su álbum debut homónimo de estudio como solista, titulado Ricky Martin (1991), el cual fue producido por el compositor y productor musical español Mariano Pérez Bautista y publicado por los sellos discográficos Sony Discos y Columbia Records. De este álbum se desprendieron los sencillos «Fuego contra fuego», «El amor de mi vida», «Vuelo» «Dime que me quieres», «Susana», «Juego de ajedrez» y «Ser feliz». Tras su estreno, el álbum alcanzó la posición 5 en el Billboard Latin Pop Albums en 1992. Inclusive, en su primer mes de ventas se comercializaron 500 000 copias del disco. 
El 13 de abril de 1993, el cantante lanzó al mercado su segundo álbum de estudio, titulado Me amarás. En este disco, bajo los mismos sellos discográficos Sony Latin y Columbia Records, la producción en Madrid, España estuvo a cargo del compositor y productor musical español Juan Carlos Calderón, quien además compuso ocho de las diez canciones que lo conformaron. Para promocionar el álbum se eligieron cuatro sencillos: «Me amarás», «Que día es hoy», «Entre el amor y los halagos» y «No me pidas más». Para promocionar sus álbumes se embarcó en dos giras: Ricky Martin Tour y Me amarás Tour, con las que logró presentarse en numerosos países de Latinoamérica. En 1994, se trasladó a Los Ángeles, California para aunarse al elenco del serial televisivo estadounidense General Hospital, donde asumió el rol de Miguel Morez, comenzando a participar en episodios del mismo en ese mismo año. Su paso en el programa se extendió hasta el año siguiente.

### 1995-1998
En 1995, en plena transmisión de los últimos episodios de la serie General Hospital en los que participó, Ricky Martin publicó el 12 de septiembre de 1995 su tercer álbum de estudio, el cual se tituló A medio vivir. Este trabajo fue el primero de su exitosa asociación con K. C. Porter, quien había creado una exitosa productora en Los Ángeles dedicada al crossover de artistas latinos como Ana Gabriel, Luis Miguel o Selena hacia el mercado estadounidense. El 5 de junio de ese año, debutó el primer sencillo promocional de A medio vivir, la canción titulada «Te extraño, te olvido, te amo», a la que siguieron «María», «A medio vivir», «Fuego de noche, nieve de día» y «Volverás», entre otros. Debe añadirse que en este álbum el intérprete se orientó más al género pop latino. En cuanto a recepción comercial, A medio vivir logró muy pronto certificarse como disco de platino en Argentina, Francia y España, y como disco de oro en Estados Unidos y Finlandia y vendió en todo el mundo más de 3 000 000 de unidades. Figuró en dos listados de Billboard: Top Latín Albums y Latín Pop Albums posicionándose en los puestos 13 y 10, respectivamente. Con A medio vivir, Martin se presentó en varios países a nivel mundial.
Por otra parte, el álbum recibió críticas mayormente positivas. En el sitio web Sound Cinemas se señaló:

En esta producción Ricky Martin nos demuestra lo mucho que ha crecido como persona desde 1991 al alejarse de esa imagen de «Rebeldía juvenil» y los típicos clichés románticos que caracterizaban la década de los 90 y se impulsa a ser un «Latin lover boy» («Un chico sexy y romántico latino») se proyecta con temas para el disfrute de todos por general. «Te extraño, Te olvido, te amo» apela al sentimiento de querer olvidar a alguien por el cual una vez dejaste todo, sin embargo amas y extrañas a esa persona, contiene algunos temas más profundos que te capturan desde el principio con una poderosa interpretación como «Fuego de noche, nieve de día» y su tema «María» (el más reconocido del disco entero y que lo empujo a la fama internacional) es uno que te pondrá a bailar al igual que «Bombón de azúcar». Mostrando la variedad de estilos sin que domine uno por encima del otro. Altamente recomendado.

En 1996, Martin participó junto con otros cantantes famosos en la grabación de la canción «Puedes llegar», incluida en el disco los Juegos Olímpicos de Atlanta 1996. Cabe añadirse que también colaboró con el canadiense Paul Anka en la grabación de la canción «Diana», para el disco de este último, titulado Amigos. En ese mismo año incursionó en teatro con la en la producción musical en inglés de Les Misérables (Los miserables), siendo este su debut en los escenarios de Broadway, donde hizo uno de los papeles principales. Su interpretación recibió críticas mayormente positivas.
Al año siguiente, tras concluir su trabajo en Broadway, volvió al cine con la película de animación Hércules de Disney, donde le puso la voz al protagonista del mismo nombre en su versión en español. Asimismo, grabó la canción «No importa la distancia», versión en español de «Go the Distance» para la banda sonora del filme.
El 10 de febrero de 1998 Ricky Martin lanzó al mercado su cuarto álbum de estudio, titulado Vuelve, del que hasta la fecha ha vendido más de seis millones de copias en todo el mundo, y donde se incluye el popular tema La copa de la vida, canción oficial del campeonato mundial de fútbol Francia 1998. A partir del lanzamiento de su disco Vuelve Martin se consagró y, para el año 1998, Ricky Martin fue el encargado de cerrar el Festival Presidente de la Música Latina en la República Dominicana.
Más de mil millones de espectadores de 87 países alrededor del mundo pudieron contemplar la interpretación que hizo el artista de esta canción en la entrega de los Premios Grammy el 24 de febrero de 1999. "Vuelve" ganó el Grammy a la mejor interpretación de música popular latina. Y desde ese momento Ricky Martin adquirió nombre y presencia reconocibles en todo el mundo.

### 1999-2002
Después del gran éxito obtenido, el 11 de mayo de 1999, Ricky Martin lanzó al mercado su quinto álbum de estudio y su álbum debut en inglés, Ricky Martin (1999), producido por Robi Rosa, Desmond Child, y Emilio Estefan, Jr., entre otros. Con temas en inglés y castellano, debutó como número uno en la lista de 200 álbumes de la revista Billboard, con la mayor cifra de ventas en la primera semana (660 000 copias), marcando su nueva condición de superestrella de la música latina. En este disco se incluyó el popular tema Livin' la vida loca, la canción más popular del puertorriqueño hasta la fecha. Livin' la vida loca debutó como primer sencillo del disco y se estableció en el número 1 del Hot 100 Billboard permaneciendo 5 semanas en lo más alto de las listas. Livin' la vida loca ha vendido más 8 millones de copias hasta la fecha, convirtiéndose en uno de los sencillos más vendidos de la historia.
Hasta la fecha, Ricky Martin ha vendido más de 55 millones de discos a nivel mundial. Sus giras lo han llevado a Australia, Japón, Asia, Europa, Estados Unidos, entre muchos otros.
El 14 de noviembre de 2000 Ricky Martin lanzó al mercado su sexto álbum de estudio y segundo álbum en inglés, Sound Loaded. Incluye también temas en inglés y castellano, realizados por Robi Rosa, Jon Secada, Pau Donés, y Desmond Child, en este álbum se desprende el sencillo Nobody Wants to Be Lonely quien colaboró con la cantante estadounidense Christina Aguilera, esta canción fue candidata al Grammy que a la vez Aguilera se encontraba como candidata por esta canción y Lady Marmalade esta última le arrebató el Grammy a "Nobody Wants to Be Lonely".
El 27 de febrero de 2001, Martin publicó la recopilación La historia, que instantáneamente se convirtió en un éxito de ventas, posicionándose en el top 40 de diversos países, como España, Italia, Suiza, Argentina y Japón. En Estados Unidos ocupó el primer puesto de las listas de álbumes en español más vendidos, US Billboard Top Latin Albumsy US Billboard Latin Pop Albums y fue certificado cuatro veces disco de platino por parte de la Recording Industry Association of América. Fuera de Estados Unidos, esta recopilación fue certificada disco de platino por la Cámara Argentina de Productores de Fonogramas y Videogramas y la International Federation of the Phonographic Industry.
Más tarde el 13 de noviembre de 2001 lanzó al mercado un segundo álbum recopilatorio, sólo en Eurasia y Oceanía, con el nombre de The Best of Ricky Martin. Tuvo un moderado éxito comercial en los países que fue publicado, vendiendo más de un millón de copias y siendo certificado disco de platino en Australia y disco de oro en el Reino Unido y en Finlandia.

### 2003-2006

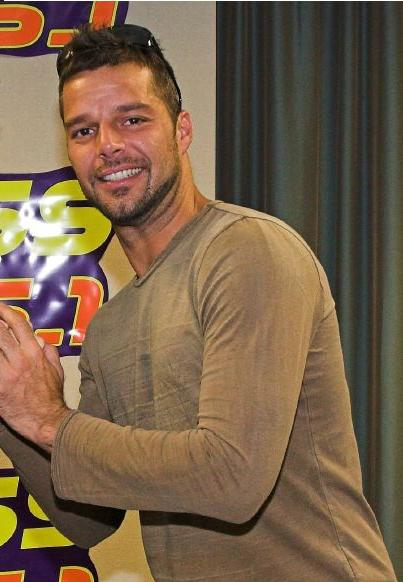
Ricky Martin en 2005.

El 20 de mayo de 2003, Ricky Martin publicó su séptimo álbum de estudio, Almas del silencio, el cual fue producido por Tommy Torres, Emilio Estefan, Jr., Luis Fernando Ochoa, Juan Vicente Zambrano, George Noriega, Estéfano y Daniel López. Se trató de su primer álbum en español desde el lanzamiento de Vuelve en 1998. El intérprete comentó: «Realmente necesitaba volver a encontrarme con mis comienzos. Tuve la necesidad de buscar en mi interior aquellos sentimientos y emociones que, debido a la adrenalina y la euforia que viví durante un par de años, probablemente fueron saboteados». Paralelamente, alcanzó el top 10 de las listas en Finlandia, Italia, Noruega, Portugal, España y Suecia, el álbum debutó en el número 12 en el Billboard 200 y vendió más de 260 000 copias en todo el mundo. De aquí tres sencillos que alcanzaron el número uno del Hot Latin Songs: «Tal vez», «Jaleo» e «Y todo queda en nada»; además de dos sencillos que se colocaron dentro de las primeras cinco posiciones de la misma lista: «Asignatura pendiente» y «Juramento». Almas del silencio fue certificado cuatro veces con disco de platino por la Recording Industry Association of América. Asimismo, en la ceremonia de 2004 de los Grammy Latinos, el disco obtuvo una nominación en la categoría de «Mejor álbum pop vocal masculino».
El 11 de octubre de 2005, el cantante publicó su octavo álbum de estudio, titulado Life, el tercero destinado el mercado angloparlante, pues la mayoría de sus canciones son en inglés. En él destacan Billy Mann, George Noriega, Danny López, Luny Tunes, Randy Cantor, Robbie Campos, Scott Storch, Sean Garrett, The Matrix y Will.I.Am en la producción. Debe añadirse que este material cuenta con la fusión de varios géneros, entre ellos el pop, pop rock, dance, pop latino, worldbeat y world music. Seis de las canciones fueron coescritas por Martin. De este material se desprendieron los sencillos «I Don't Care», «Drop It on Me» y «It's Alright».
Con el propósito de promocionar Life, el cantante se embarcó en una gira denominada Una noche con Ricky Martin (One Night Only with Ricky Martin en países de habla anglosajona), con la visitó ciudades en Europa, América y Asia, vendiéndose todas las entradas, y siendo patrocinados en Latinoamérica por una campaña de televisión de una institución de crédito mundial.[cita requerida]

### 2006-2009
En agosto de 2006, se dio a conocer que el siguiente disco de Martin, MTV Unplugged, sería de tipo acústico, producido por la disquera Sony BMG Norte y patrocinado por la cadena de televisión estadounidense MTV, y saldría a la venta el 7 de noviembre del mismo año. Cabe añadirse que en ese mismo mes colaboró con Miguel Bosé en la grabación de la canción «Bambú», incluida en el álbum de este último, titulado Papito. Poco después, en septiembre debutó el primer sencillo promocional de MTV Unplugged, la canción titulada «Tu recuerdo», que cantó a dúo con La Mari (vocalista del grupo Chambao), a la que le siguieron «Pégate», «Gracias por pensar en mi» y «Con tu nombre». El disco se caracteriza por haber sido grabado en el Bank United Center de la Universidad de Miami a mediados de año, sin cambios de vestuario. El álbum recibió reseñas mayormente positivas y fue galardonado con dos premios Grammy Latinos.
Al año siguiente, en 2007, Martin participó como figura destacada en el Festival Internacional de la Canción de Viña del Mar, donde fue galardonado con los premios Antorcha de Plata, Antorcha de Oro y doble Gaviota de Plata. Con la finalidad de promocionar MTV Unplugged, el cantante se embarcó en el Black and White Tour, su séptima gira, que comenzó en febrero de ese año. El tour visitó ciudades en América y Europa, y fue una de las giras más taquilleras del año, ganando 13 millones de dólares en 78 espectáculos. Respecto a la gira, Martin comentó:

He asumido un riesgo con esta gira, de gran calidad, concebida para el público internacional. Queremos presentar un gran espectáculo, con influencias musicales que nunca he utilizado. Ahora nada me presiona, todo fluye, estoy más vivo que nunca y me siento libre. Me da miedo poder sentirme como antes, encorsetado. Me quedo con el aquí y ahora. El mañana no existe.

En septiembre de ese año, Martin grabó junto al italiano Eros Ramazzotti las versiones en español e italiano de la canción «No estamos solos», incluida en el álbum de este último, llamado e². Poco después su nombre fue incluido en el Paseo de la fama de Hollywood. En noviembre publicó su segundo álbum en directo, titulado Ricky Martin Live: Black & White Tour. El primer sencillo promocional del álbum fue «Somos la semilla», y cuenta con un total de once canciones. Tras su estreno, Ricky Martin Live: Black & White Tour alcanzó el puesto número 12 de la lista Top Latin Albums y logró certificarse como disco de oro en Argentina, España y México.
El 18 de noviembre de 2008, apareció en el mercado el tercer álbum recopilatorio del cantante, titulado 17. El disco contuvo diecisiete de sus canciones más exitosas y fue creado como un homenaje a sus diecisiete años de carrera como solista. Logró posicionarse en el top 10 de las listas de Argentina, México, España y Grecia. En agosto de ese año, nacieron sus hijos Valentino y Matteo Martín, los cuales fueron concebidos a través de inseminación artificial y posteriormente implantados en un vientre de alquiler.

### 2010-2012
En casi dos décadas de trayectoria, Martín ha recibido múltiples premios. Entre ellos se destaca el prestigioso galardón Personalidad de 2006, otorgado por la Academia de Ciencias de las Grabaciones —organización encargada de los Grammy Latinos— por su excelencia artística y labor filantrópica. Otros premios que se incluyen: Grammy y Grammy Latino, MTV Asia Awards, MTV European Music Award, World Music Award, American Music Award, Premio Lo Nuestro, Latin Billboard Award, Premios Alma y Blockbuster Awards, entre otros.
Fue nombrado uno de los veinticinco hombres más bellos del mundo por People Magazine y People en Español, en 2000, 2006 y 2007.
El 2 de noviembre de 2010 lanzó su autobiografía. "Yo" salió a la venta siete meses después de que el cantante puertorriqueño hiciera pública su homosexualidad y coincidiendo con el estreno de una nueva canción.
El 31 de enero de 2011 sale en Estados Unidos y Europa y el 1 de febrero para el resto de América su noveno disco de estudio Música + alma + sexo, un disco que dos versiones de la canción «Frío» una en versión sola con Ricky Martin y otra acompañada de Wisin y Yandel, además incluye canciones en español y algunas versiones en inglés de las mismas como es el caso de «Shine y te vas», «Lo mejor de mi vida eres tú» y «The Best Thing About Me Is You», «No te miento» y «Liar» que saldría tiempo después en una versión extendida; el disco también incluye la canción «Más» que fue aceptada muy bien por el público de habla hispana, así como también la balada «Basta ya» donde habla libremente de lo que le ha costado decirle al mundo su verdad, como dice textualmente la canción: acercándome hacia la verdad, busco la forma de explicarle al mundo lo que ya, no sé callar. Las canciones con video musical fueron grabados en Miami y Argentina como es el caso de «The Best Thing About Me Is You» (Lo mejor de mi vida eres tú) y «Frío»; además de un video que incluye imágenes de sus conciertos: «Más». El disco ha ocupado los puestos número uno en México, Argentina, Puerto Rico, Venezuela, y en las listas latinas de Estados Unidos, así como también en España y otros países de Europa. El 14 de noviembre de 2011 fue relanzado una versión extendida del disco en las tiendas digitales de iTunes Store. Con este disco Ricky Martin emprendió una gira que incluiría a casi toda Latinoamérica y algunas ciudades de Estados Unidos y Europa. Siendo el último disco de estudio lanzado por el cantante boricua.

### 2013-actualidad
En noviembre de 2012, Martín fue anunciado como entrenador de La voz Australia y debutó en el primer episodio de la segunda temporada, el 7 de abril de 2013, hecho que se volverá a repetir en La voz Australia 2014. En abril de 2013, Martin lanzó su Greatest Hits: Edición Souvenir de su álbum en Australia, donde alcanzó el número dos en la lista de sencillos del ARIA y fue certificado disco de oro. En junio de 2013, lanzó un nuevo sencillo en inglés titulado «Come with me», que sirve como el primer sencillo de su próximo álbum de estudio Sex Rules, un álbum que hasta el momento se ha dicho que tendrá colaboraciones de Jennifer Lopez. También se embarcó en el Ricky Martin en vivo: Australia Tour en octubre de 2014.
El 12 de noviembre de 2013, Ricky Martin publica simultáneamente su primer libro infantil en inglés "Santiago the Dreamer in Land Among the Stars" y en español "Santiago el soñador entre las estrellas", el cual en su primera semana se ha hecho muy popular ubicándose en el lugar número uno de libros infantiles en los Estados Unidos y número dos en la lista general de libros en español, que incluye adulto, tapa dura, libro de bolsillo, etc.
A través de un boletín enviado por la oficina de prensa del cantante, se informó que Santiago el Soñador, tendrá su propia serie de libros, y que todos serán de la autoría de Ricky.
Ricky Martin participa como coach en el programa de televisión La voz México, junto a los artistas Laura Pausini, Yuri y Julión Álvarez.
Se estrenan los videos musicales de los sencillos «Vida», canción lanzada para patrocinar el Mundial de Fútbol de Brasil, y «Adiós».
Se inaugura una larga Gira de conciertos llamada "Live in México".
Este sencillo llegó a estar dentro de los primeros diez lugares de la lista Top latin songs – Pop México de Monitor Latino por trece semanas seguidas, consagrando un éxito más en su vida puesto que no es sencillo entrar en estas listas.
En febrero de 2020 se presenta en el LXI Festival Internacional de la Canción de Viña del Mar, siendo el primer artista en subir al escenario, obteniendo Gaviota de Plata y de Oro.

## Filantropía

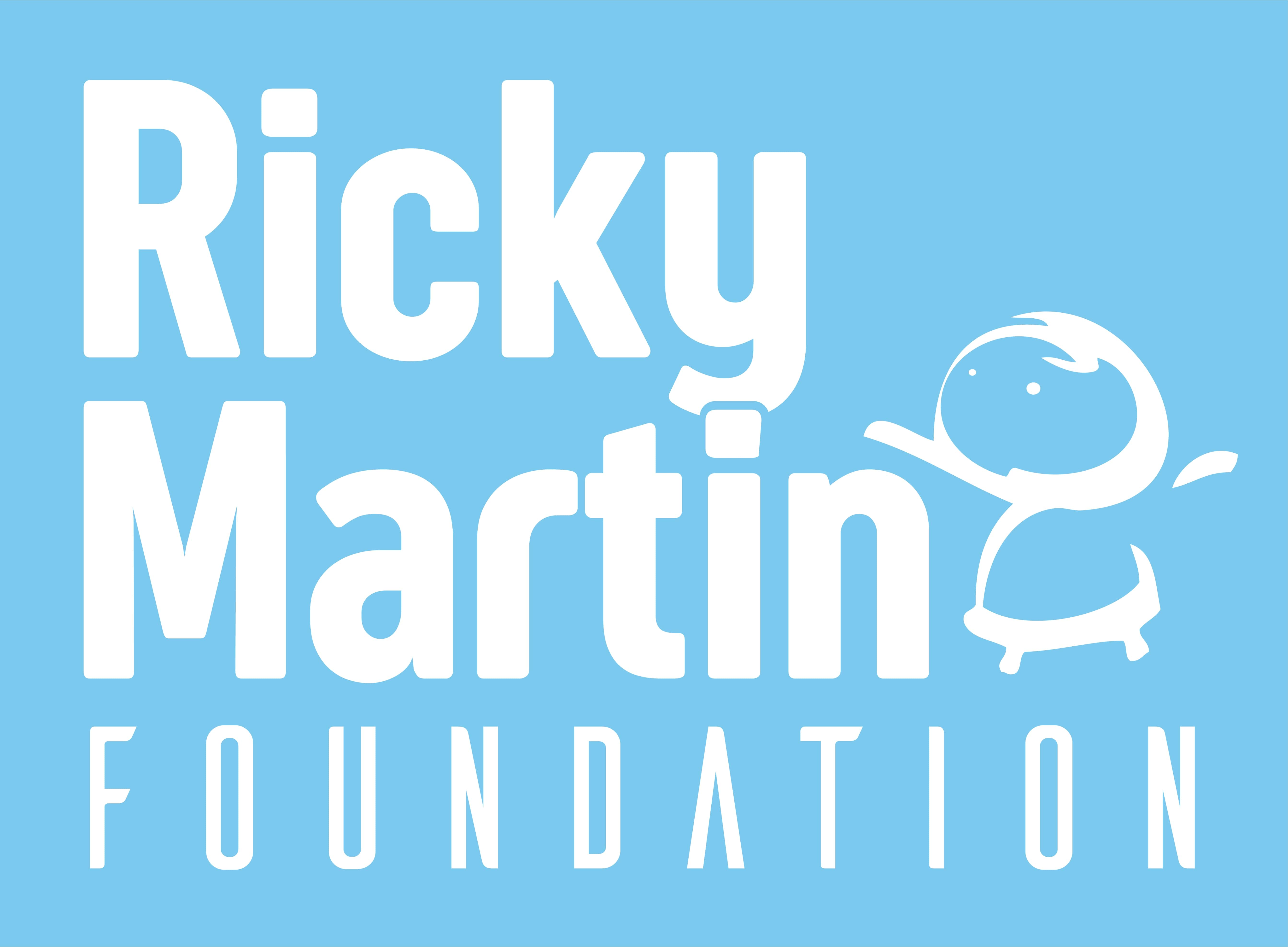
Logo de Ricky Martin Foundation

Ricky Martin fue nombrado Persona del Año 2006 por la Academia Latina de grabación. Según el anuncio citado por el propio organismo, el cantante fue elegido por ser un consagrado artista, un apasionado humanitario y una figura mundial del espectáculo.[cita requerida] La ceremonia se llevó a cabo el día 1 de noviembre, en una cena en el Hotel Sheraton & Towers, en Nueva York. Martin recibió un homenaje donde artistas como Juanes, Sin Bandera y Miguel Bosé, entre otros, cantaron temas suyos. En la entrega de los Grammys Latinos, Ricky Martin recibió el premio como "Hombre del Año", de manos del cantante español Miguel Bosé.
Embajador de la Unicef, Ricky Martin fundó la Ricky Martin Foundation en 2002, y creó el proyecto People For Children para luchar contra el tráfico y la explotación sexual infantil. A raíz de esto participó en varios conciertos benéficos, incluyendo el Pavarotti & Friends, en 1999 y 2003. Ha recibido también el Leadership In The Arts Award, el Billboard's Spirit of Hope Award, el Alma Award, el Vanguard Award, y el International Humanitarian Award, por el International Center for Missing and Exploited Children.
En septiembre de 2002 recibió el Hispanic Heritage Award, por su labor humanitaria junto a Sabera Foundation para rescatar a tres niñas huérfanas de las calles de Calcuta. En 2002 grabó para la Fundación Sabera, y su disco Voices Of Hope, la canción Amarey A Mangalie. En febrero de 2004, Martin recibió un Lifetime Achievement Award en los Premios Lo Nuestro, en Miami.
En 2019 Ricky Martín recibió un galardón en la Cumbre Mundial de Premios Nobel de la Paz en México, debido al movimiento social que ha generado su lucha por los derechos de la comunidad LGBT+. Le fue entregado por Rigoberta Menchú. Él clausuró la misma ceremonia con un concierto en el que cantó el repertorio de sus éxitos. La escultura que recibió fue creada por el artista Adrián Reynoso.

## Vida personal
Tras años de especulaciones, el 29 de marzo de 2010 Martin hizo pública su homosexualidad a través de Twitter.
Además, Ricky Martin tiene dos hijos mellizos Valentino y Matteo, nacidos el 6 de agosto de 2008 los cuales fueron concebidos mediante gestación subrogada. Fue la primera estrella hispanoamericana en «salir del clóset». Desde que hizo pública su homosexualidad, Martin ha recibido críticas por parte de la Iglesia; el cardenal puertorriqueño Luis Aponte Martínez ha pedido al cantante que promueva los "valores tradicionales y no solo el sexo".
El 4 de noviembre de 2011, el gobierno de España, presidido por José Luis Rodríguez Zapatero, le concede la nacionalidad española, con base en que tiene familiares españoles y un domicilio en Madrid. Según reconoció el cantante, con la ciudadanía pretendía casarse en España para reconocer el trabajo del gobierno de Zapatero en defensa de los derechos de los homosexuales.
En 2013 terminó con su novio Carlos González Abella, según confirmó la representante del artista Helga García al periódico de Puerto Rico El Nuevo Día. Su relación con González Abella fue determinante para que Martin saliera del armario en 2010, según declaraciones del propio artista. La noticia de la ruptura tuvo eco inmediato en la prensa internacional.
En 2016 inició una relación con Jwan Yosef, un artista de origen sirio. Los rumores sobre el romance se habían gestado a principios de año cuando fueron captados por los paparazzis caminando juntos por Nueva York y más tarde, en el mes de abril, fueron vistos de vacaciones en Japón. Finalmente, Martin oficializó públicamente su relación con Yosef el 16 de abril de 2016 al colgar en la red social Instagram una postal de ambos tomados de la mano en un evento benéfico en Brasil, foto que acompañó con un mensaje que decía: "Yes." ("Sí" en inglés).
A inicios de 2018, durante una entrevista, el artista confirmó su matrimonio secreto en 2017. Manifestó: "intercambiamos votos, y hemos jurado todo, y hemos firmado todos los documentos que necesitamos para firmar, acuerdos prenupciales y todo". El 31 de diciembre de 2018 Martin y Yosef anunciaron el nacimiento de su hija, Lucía, que nació el 24 de diciembre y el 29 de octubre de 2019, el de Renn que nació el 12 de octubre, su segundo hijo.
El 2 de julio del 2022, fue sindicado en un caso de violencia doméstica tras mantener «presuntamente» una relación con su sobrino Dennis Yadiel Sánchez, el caso fue investigado por las autoridades y posteriormente negada tal acusación. Debido al historial negativo que procede a Sanchéz se le acusa de sacar beneficio económico, este a su vez tiene una orden de alejamiento por acosar a una mujer.
En 2023 se divorció de Jwan Yosef

## Programas de reality
- The Voice (Australia) - Entrenador
- La voz México - Entrenador
- La banda (Estados Unidos)  - Productor Ejecutivo y Manager del Grupo CNCO.

## Discografía
Álbumes de estudio
- 1991: Ricky Martin
- 1993: Me amarás
- 1995: A medio vivir
- 1998: Vuelve
- 1999: Ricky Martin
- 2000: Sound Loaded
- 2003: Almas del silencio
- 2005: Life
- 2006: MTV Unplugged
- 2011: Música + alma + sexo
- 2015: A quien quiera escuchar
- 2020: Pausa (EP)
- 2022: Play (EP)

## Giras y conciertos
Giras de conciertos
- Ricky Martin Tour (1992-1993).
- Me Amaras Tour (1993–1994).
- A Medio Vivir Tour (1995–1997).
- Vuelve World Tour (1998-1999).
- Livin' la Vida Loca World Tour (1999–2000).
- Sound Loaded World Tour (2001).
- Almas Del Silencio World Tour (2003-2004).
- Una Noche Con Ricky Martin World Tour (2005–2006).
- Black & White Tour (2007-2008).
- Música + Alma + Sexo World Tour (2011).
- Ricky Martin En Vivo: Australia 2013
- Live in México (2014).
- One World Tour (2015).
- Ricky Martin World Tour (2018)
- Movimiento Tour (2020)
- Ricky Martin Play Tour (2022)

Residencia de conciertos
- Ricky Martin: All In (2017).

## Filmografía

### Series de televisión
| Año         | Serie                                                     | Personaje                        | Nota                             |
| ----------- | --------------------------------------------------------- | -------------------------------- | -------------------------------- |
| 1985        | Vacaciones en el mar                                      | Ricky                            |                                  |
| 1986        | Por siempre amigos                                        |                                  | [ 39 ] [ 39 ]                    |
| 1991        | Alcanzar una estrella II                                  | Pablo Lodero Muriel              | en México                        |
| 1993        | Getting by                                                | Martin                           |                                  |
| 1994 - 1995 | General Hospital                                          | Miguel Morez                     |                                  |
| 1996        | Barefoot in Paradise                                      | Sandoval                         |                                  |
| 1998        | Médico de familia                                         | Él mismo (Colaboración especial) | Episodio 6x02 "Un asunto de dos" |
| 2000        | MADtv                                                     | Él mismo (Colaboración especial) |                                  |
| 2006        | Sos mi vida                                               | Él mismo (Colaboración especial) |                                  |
| 2011        | American Dad!                                             | Él mismo (Colaboración especial) |                                  |
| 2012        | Glee                                                      | David Martínez                   |                                  |
| 2014        | Dreamland                                                 | Él mismo (Colaboración especial) |                                  |
| 2018        | The Assassination of Gianni Versace: American Crime Story | Antonio D'Amico                  |                                  |
| 2024        | Palm Royale                                               | Robert Díaz                      |                                  |

### Programas de televisión
- RuPaul's Drag Race  (2020) - Juez Invitado.
- Viva la vida (2017) - Invitado.
- The Tonight Show Starring Jimmy Fallon (2015 - 2017) - Invitado.
- Britain's Got Talent (9ª Temporada) (2015) - Invitado.
- American Idol (14ª Temporada) (2015) - Invitado.
- Nuestra Belleza Latina (9ª Temporada) (2015) - Jurado Invitado.
- La voz... España (3ª Temporada) (2015) - Invitado.
- La Banda (1ª Temporada) (2015) - Entrenador y Productor Ejecutivo.
- The Voice... Australia (4ª Temporada) (2015) - Entrenador
- Hable con ellas (2014) - Invitado.
- The Voice... Italy (2ª Temporada) (2014) - Invitado.
- The Voice... Arabia (2ª Temporada) (2014) - Entrenador Invitado.
- Dancing with the Stars (18ª Temporada) (2014) - Jurado.
- La voz México (4ª Temporada) (2014) - Entrenador.
- La voz... España (2ª Temporada) (2013) - Invitado.
- The Voice... Australia (2ª Temporada) (2013) - Entrenador.
- Late Night with Jimmy Fallon (2011 y 2012) - Entrenador.
- Susana Giménez (2011) - Invitado.
- The View (2010 y 2011) - Invitado.
- Larry King Live (2010) - Invitado.
- ¡Mira quién baila! (6ª Temporada) (2007) - Invitado.
- Jimmy Kimmel Live! (2006 y 2015) - Invitado.
- ¡Mira quién baila! (4ª Temporada) (2006) - Invitado.
- Operación Triunfo (5ª Temporada) (2006) - Invitado.
- El gordo y la flaca (2006) - Invitado.
- Ellen DeGeneres (2005 - 2016) - Invitado.
- The Oprah Winfrey Show (2005 - 2010) - Invitado.
- Phua Chu Kang Pte Ltd (2003) – Invitado.
- The Tonight Show (1999 - 2011) - Invitado.
- Noche de fiesta (1999 - 2003) - Invitado.
- Saturday Night Live (1999 - 2000) - Invitado.
- Día a día (1996 - 1999) - Invitado.
- Por siempre amigos (en 1987 con Menudo) - Invitado.
- El show de las estrellas (en 1984 con Menudo y como solista 1992-1995) - Invitado.

### Películas
- Idle Hands (1999) - Hombre en el Parking (Sin Acreditar).
- Más que alcanzar una estrella (1992) - Enrique.

### Doblajes
- Minions (2015) - Herb Overkill (voz para Hispanoamérica).
- Hércules (1997) - Hércules (voz para Hispanoamérica).

### Comerciales
- AT&T (2011) - David Cabrera
- Nescafé (2015) - Christian Grey.
- Falabella (2014, 2016)
- Elite (2019)

## Teatro
- Mamá ama el rock (1990), México
- Les Misérables (1996), Broadway – Marius
- Evita (2012), Broadway – Che

## Canciones de telenovelas
- Catalina y Sebastian - Bella
- Sin ti - Vuelve
- El fantasma de Elena - Tú y yo
- Noche y día  - Disparo al corazón
- Papá a la deriva - Disparo al corazón